# Leucopogon validus
Leucopogon validus är en ljungväxtart som beskrevs av Hislop och A.R.Chapm. Leucopogon validus ingår i släktet Leucopogon och familjen ljungväxter. Inga underarter finns listade i Catalogue of Life.